# Opoku Afriyie
Opoku Afriyie est un footballeur ghanéen né le 29 janvier 1945 à Accra (Ghana) et mort le 29 mars 2020 à Kumasi (Ghana).

## Biographie
Surnommé « Bayie », Opoku Afriyie jouait attaquant à l'Asante Kotoko et dans l'équipe du Ghana (les « Black Stars »). Il a remporté avec le Ghana la Coupe d'Afrique des nations en 1978. C'est lui qui a inscrit les deux buts de la victoire en finale face à l'Ouganda, le 16 mars 1978 à Accra.

 Opoku Afriyie est ensuite devenu entraîneur de l'Asante Kotoko.

## Clubs
- Asante Kotoko
- Hearts of Oak

## Palmarès
- Vainqueur de la Coupe d'Afrique des nations de football 1978
- Meilleur buteur du championnat du Ghana en 1979 et 1981